# Akhoulgo
 (mars 2022).
Si vous disposez d'ouvrages ou d'articles de référence ou si vous connaissez des sites web de qualité traitant du thème abordé ici, merci de compléter l'article en donnant les références utiles à sa vérifiabilité et en les liant à la section « Notes et références ».
Le mont Akhoulgo (en russe : Ахульго ; en avar : АхІул гохI, ce qui signifie « montagne de l'invocation ») est une montagne du Nord du Daghestan en Russie. La montagne est entourée de trois côtés par la rivière Andi-Koïssou et surplombe la gorge d'Amylta et des précipices. L'Akhoulgo est à une quinzaine de kilomètres de Guimry.

## Histoire

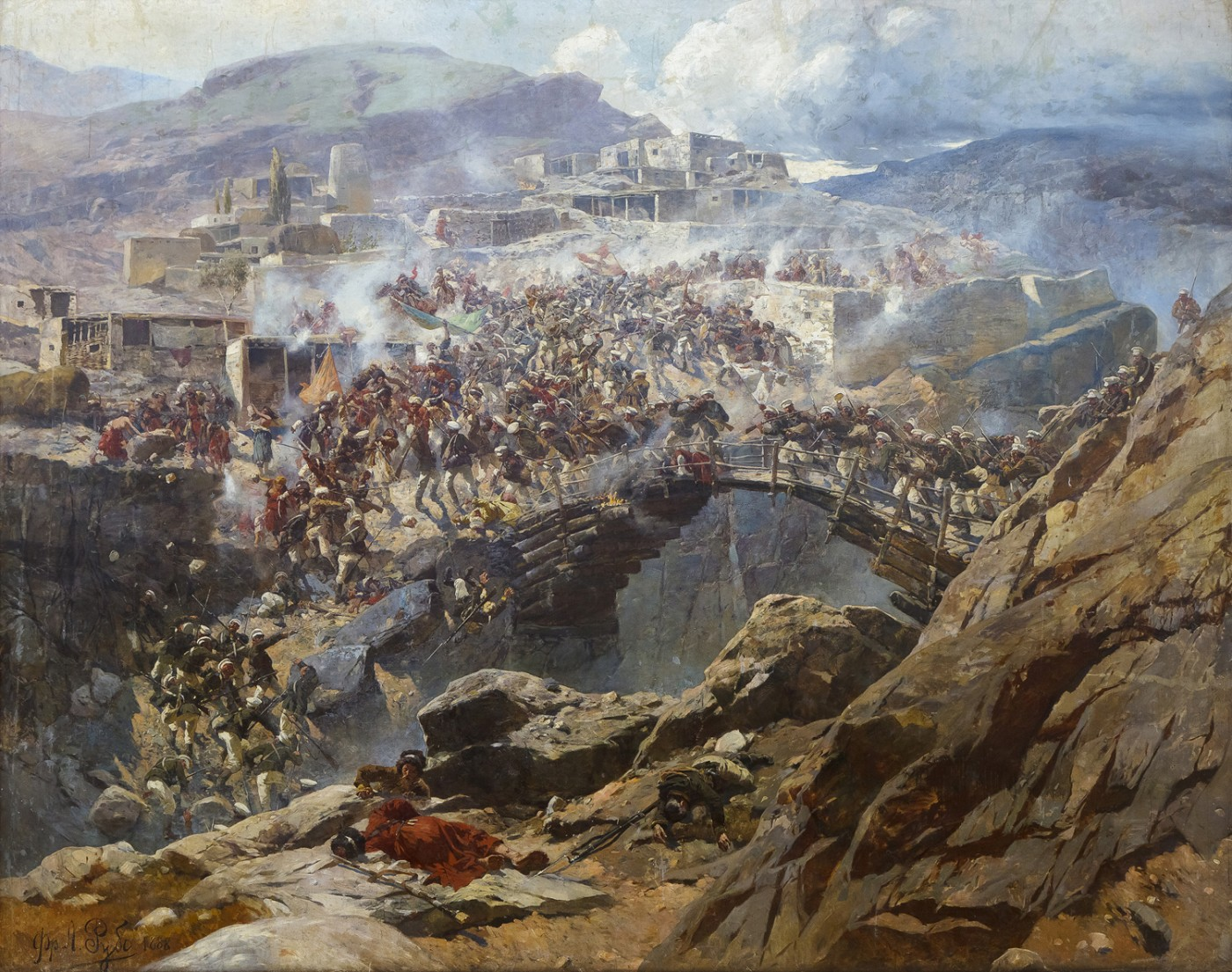
Siège du fort d'Akhoulgo par Franz Roubaud (1888)

Cette montagne abritait pendant la guerre du Caucase l'imam Chamil qui en fit une nouvelle citadelle en 1839, l'ancienne ayant été démolie deux ans plus tôt par les Russes. Elle fut assiégée par l'Armée russe du 13 juin au 22 août 1839 sous le commandement du général-lieutenant Paul von Grabbe. L'imam Chamil parvint à s'enfuir en Tchétchénie. L'Akhoulgo faisait partie du territoire de l'oblast du Daguestan.